# Zonitoschema elongaticeps
Zonitoschema elongaticeps es una especie de coleóptero de la familia Meloidae.

## Distribución geográfica
Habita en Zambezi (África).